# Aplocera plagiata
Aplocera plagiata là một loài bướm đêm trong họ Geometridae.

## Hình ảnh

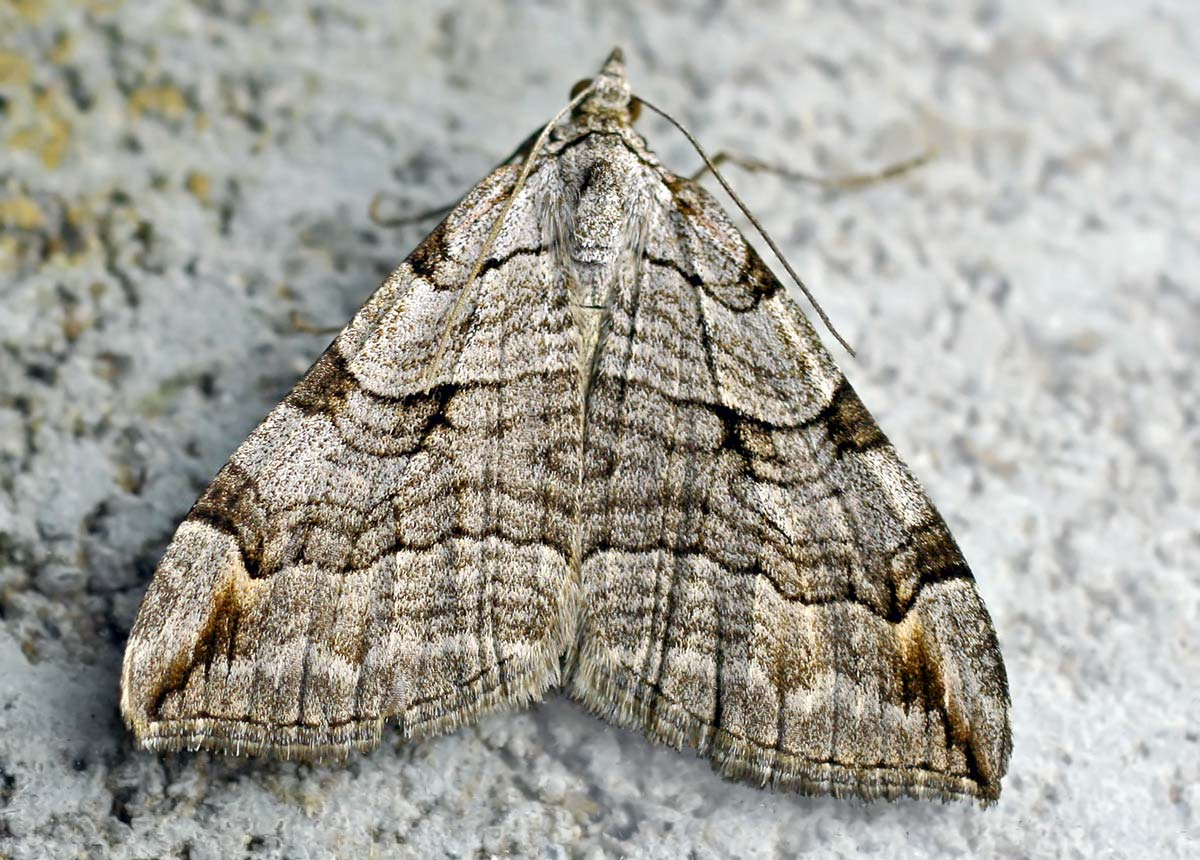
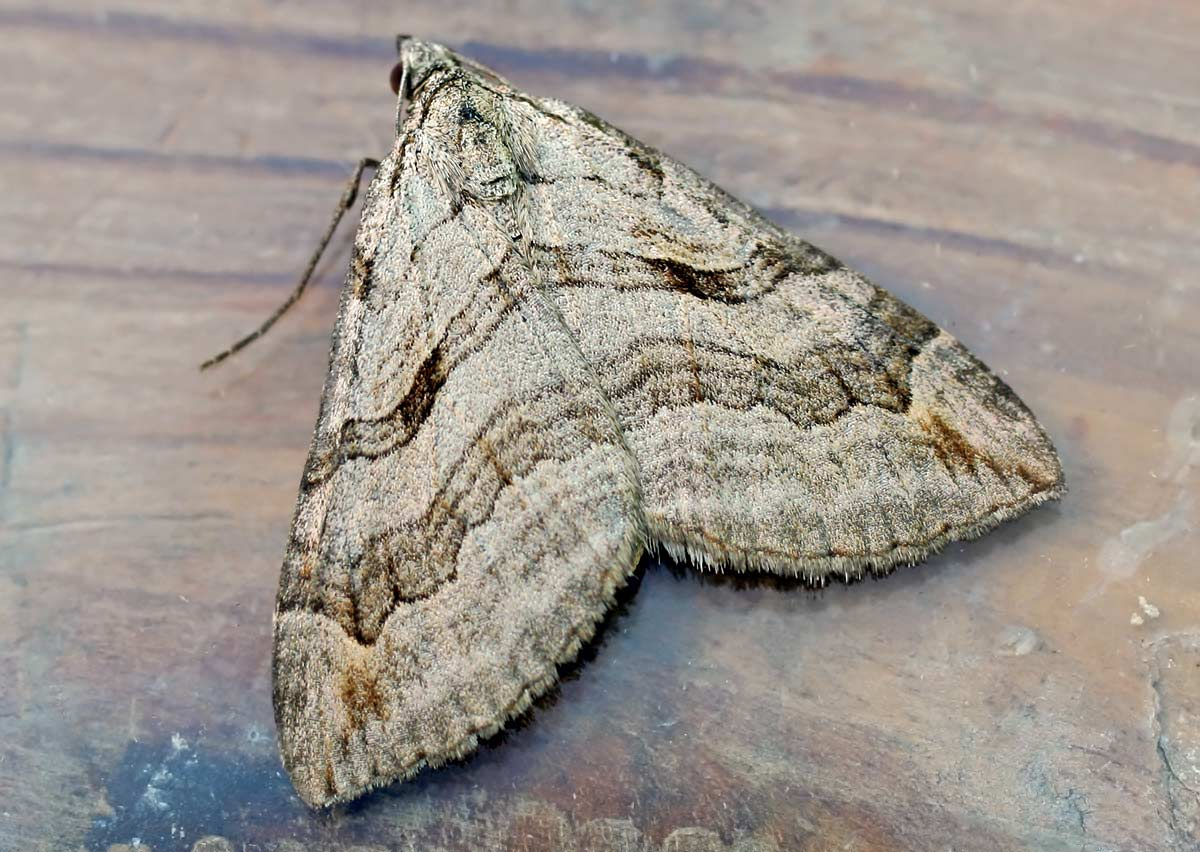
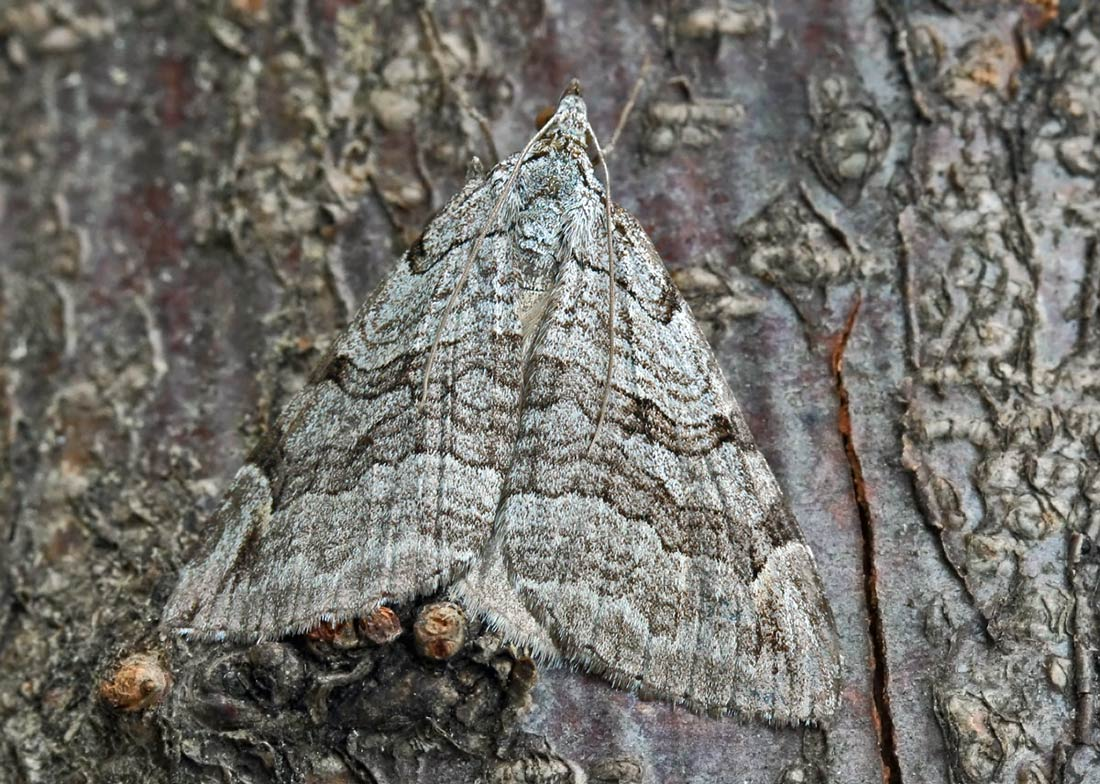